# Chenistonia caeruleomontana
Espèce
Synonymes
- Aname caeruleomontana Raven, 1984

Chenistonia caeruleomontana est une espèce d'araignées mygalomorphes de la famille des Anamidae.

## Distribution
Cette espèce est endémique de Nouvelle-Galles du Sud en Australie. Elle se rencontre sur le mont Tomar.

## Description
Le mâle holotype mesure 11 mm et la femelle paratype 10 mm.

## Systématique et taxinomie
Cette espèce a été décrite sous le protonyme Aname caeruleomontana par Raven en 1984. Elle est placée dans le genre Chenistonia par Raven en 2000.

## Publication originale
- Raven, 1984 : A revision of the Aname maculata species group (Dipluridae, Araneae) with notes on biogeography. Journal of Arachnology vol. 12, no 2, p. 177-193 (texte intégral).